# Взрывы в универмаге Centrs
Вечером 17 августа 2000 года на первом этаже рижского универмага «Centrs» произошли два мощных взрыва, количество пострадавших составило около 30 человек, одна женщина умерла от полученных ранений. Событие было квалифицировано как теракт и «самое громкое преступление 2000-х годов» в Латвии и расследовалось Полицией безопасности.
24 октября 2001 года по делу был арестован Леонард Бутелис, приговор которому от Рижского окружного суда затем был отменён в Верховном суде, и 18 июня 2004 года он был освобождён. Следствие по делу продолжается, однако конкретных подозреваемых по состоянию на 2015 год нет.

## Взрывы
Первый взрыв мощностью около 400 г в тротиловом эквиваленте произошёл 17 августа 2000 года около 17:30 в камерах хранения универмага Rimi. Возникла паника, была начата эвакуация, когда через 10 минут после первого последовал второй взрыв мощностью около 100 г тротилового эквивалента возле сигаретного киоска у выхода из магазина. Травмы получили 35 человек, из них 21 были доставлены в больницу, четверо были тяжело ранены. 53-летняя работница камеры хранения Майя Пушмуцане пострадала больше всех и была доставлена в Каролинский ожоговый центр Швеции, однако спасти её не удалось — примерно через сутки она скончалась. Один мужчина потерял ступню, при втором взрыве пострадал также генеральный директор RIMI Baltija Кнут Квисвик, вместе с двумя другими пострадавшими доставленный затем на лечение в Норвегию.
Латвийцы откликнулись на трагедию: 18 августа через центры по приёму донорской крови прошло вдвое больше людей, чем обычно.

## Расследование

### До ареста Бутелиса
Вскоре после взрывов в полицию поступил звонок об ещё одной бомбе, оказавшийся ложным. Полиция и погранохрана были переведены на усиленный режим работы, 18 августа была объявлена награда в 25 тысяч латов за информацию о взрывах. Очевидной версией случившегося был теракт и уголовное дело было возбуждено по статье о терроризме, однако рассматривались и другие возможные причины: месть, бизнес-разборки или дело рук психически нездорового человека. Это дело о терроризме было первым в истории Латвии с 1990 года, министр внутренних дел Марекс Сеглыньш (латыш. Mareks Segliņš) объявил это первым террористическим актом в независимой Латвии (хотя до этого в 1998 году в Риге были взрывы у синагоги и российского посольства), подозревался «чеченский след» и даже попытка сместить министра внутренних дел. За расследование взялась Полиция безопасности Латвии, получившая поддержку ФБР и белорусской милиции.
Сразу же было выяснено, что взрывные устройства содержали тротил и пластиковую взрывчатку и были заложены в отделения для хранения сумок и недалеко от стопок корзин для покупок. По показателям свидетелей был составлен фоторобот подозреваемого — мужчины около 40 лет ростом примерно 1,85 м, одетого в голубую майку и синие джинсы. По этим приметам было задержано несколько человек, но никаких доказательств против них не нашлось, так что все они были отпущены.
Универмаг возобновил работу 22 августа 2000 года, а латвийские средства массовой информации выработали политику не сообщать об угрозах взрывов от «телефонных террористов», чтобы не вызывать паники. Эта политика со временем исчерпала себя из-за популярности социальных сетей.

### Арест и суды над Бутелисом
24 октября 2001 года был задержан главный подозреваемый в осуществлении взрывов — Леонард Бутелис (Громов). Через месяц Генпрокуратура Латвии предъявила Бутелису обвинения в терроризме, в умышленном убийстве с отягчающими обстоятельствами, в изготовлении и хранении оружия и взрывчатки. Полиция безопасности заявила, что самое громкое преступление 2000 года частично раскрыто.
В 2003 году Рижский окружной суд признал Бутелиса виновным в закладке второго из взрывных устройств и приговорил его к 8 годам тюрьмы с конфискацией имущества. Приговор был обжалован в Верховном суде, который нашёл многочисленные нарушения в решении суда первой инстанции и отправил дело на дополнительное расследование. В результате 18 июня 2004 года Бутелис был освобождён, а в 2008 году дело в отношении него было окончательно прекращено.

### После 2004 года
Дополнительное расследование было поручено прокуратуре, которая спустила его обратно в Полицию безопасности, после чего дело, разделённое на два — о заказчиках и исполнителях преступления — повисло. Срок давности по подобным делам в Латвии — 30 лет, поэтому в настоящий момент расследование всё ещё не закрыто, однако ни подозреваемых, ни иной информации у следствия на 2015 год нет.